# Caspe
Caspe – miasto i gmina w Hiszpanii, w prowincji Saragossa w regionie Aragonia. W 2007 liczyło 8495 mieszkańców. Caspe jest również siedzibą władz comarki Bajo Aragón-Caspe.
W 1412 roku w mieście zawarto tzw. kompromis z Caspe, który ustalił sukcesję po bezpotomnej śmierci króla Aragonii Marcina I Ludzkiego. Nowym królem został Ferdynand I Sprawiedliwy. Tym samym Korona Aragonii przeszła z rąk dynastii barcelońskiej w ręce dynastii Trastámara.

## Miasta partnerskie
- Almería, Hiszpania